# Pravěcí vládci Evropy
Pravěcí vládci Evropy je populárně naučná kniha, jejímž hlavním tématem jsou druhohorní dinosauři, žijící na území současné Evropy. Jedná se o výjimečnou knihu, pojednávající poprvé v rámci české literatury specificky o dinosaurech z evropského světadílu. Autorem knihy je popularizátor paleontologie a spisovatel Vladimír Socha. Tvůrcem ilustrací je slovenský výtvarník Vladimír Rimbala. Kniha vyšla roku 2020.

## Obsah

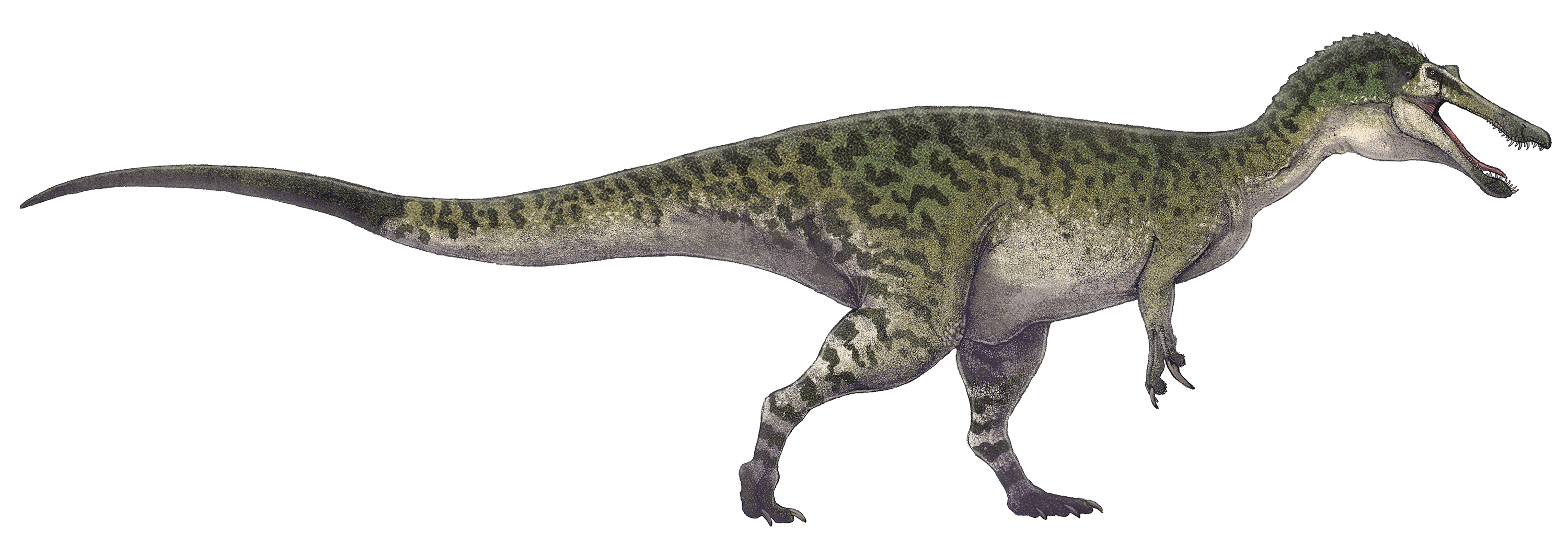
Baryonyx walkeri - jeden z mnoha evropských dinosaurů, o nichž kniha pojednává.

Kniha pojednává mj. o dějinách výzkumu evropských dinosaurů, jejich hlavních vývojových skupinách a druzích, samostatná kapitola je věnována také dinosauřím fosiliím, objeveným na území České republiky. Pojednány jsou také někteří jiní ("nedinosauří") druhohorní obyvatelé Evropy, například některé druhy ptakoještěrů a dravých mořských plazů (plesiosaurů a mosasaurů. Součástí knihy je také jmenný rejstřík, seznam použité a doporučené literatury i webových odkazů a slovník pojmů. Nechybí například také seznam významných evropských muzeí s expozicí v podobě koster dinosaurů. Knihu doplňuje několik desítek černobílých ilustrací Vladimíra Rimbaly, zobrazujících evropské dinosaury z různých vývojových skupin.
V knize jsou pojednány známé i méně známé rody dinosaurů, jako je Turiasaurus, Baryonyx, Neovenator, Europasaurus, Balaur, Hungarosaurus, Burianosaurus, Scipionyx, Ajkaceratops a mnoho dalších.